# Eider Mendoza Larrañaga
Eider Mendoza Larranaga (en espagnol : Eider Mendoza Larrañaga, née le 16 avril 1974 à Azpeitia (Guipuscoa, Espagne), est une économiste et femme politique espagnole, élue du Parti nationaliste basque dans le Guipuscoa. Diplômée en Sciences de l’Entreprise, elle est parlementaire basque pour le Parti nationaliste basque entre 2001 et 2011 pendant les septième, huitième et neuvième législatures. Entre 2011 et 2019, elle est membre (juntera) de las Juntas Generales (Assemblées générales) du Gipuzkoa. Dans un premier temps, elle en occupe la vice-présidence ; elle est ensuite nommée présidente des Assemblées Générales pendant la législature 2015-2019.  Depuis 2019, elle est porte-parole de la Députation forale, et Conseillère à la Gouvernance. Elle est également, depuis novembre 2020, vice-présidente du Conseiller général du Gipuzkoa. 
Lors des élections forales de 2023, elle sera candidate aux fonctions de Conseiller général du Gipuzkoa pour le Parti nationaliste basque. 
Elle est membre de l'exécutif du PNV à Hondarribia, et a été affiliée à l’Euzko Gaztedi Indarra. En plus de son activité politique, elle a participé, en tant qu’éditorialiste, à divers programmes télévisés de l’EiTB (Mezularia, Faktoria, Debatea, Egun on Euskadi). Elle a également été membre de l'Assemblée de la Kutxabank et collaboratrice de la presse écrite.

## Biographie
Eider Mendoza est née d'une mère azkoitiarra et d’un père azpeitiarra.  Mendoza est, elle aussi, née dans la ville d'Azpeitia où, pendant quatre ans, elle a habité le quartier Etxe Alai. Ses parents l'inscrivent à l'école des Filles de Jésus mais ils déménagent à Hondarribia ; Eider a alors quatre ans. Enfant, elle chante dans la chorale Eskifaia Txiki de Hondarribia.  De sa famille- de sa mère, surtout - elle hérite la passion pour la politique ; à l'âge de 16 ans, elle rejoint l'organisation de jeunes jeltzale EGI.  
En 1992, elle commence ses études de Sciences de l’Entreprise à l'École Européenne de Commerce de Bordeaux (France) et, en 1996, elle obtient son diplôme dans la branche Commerce international. Pendant ses études, elle effectue des stages en entreprises au Pays Basque, en France et en Angleterre. Avant d'entrer en politique, elle travaille, de 1997 à 2001, comme commerciale dans une entreprise de logistique et de transport international d’Irun. Elle est en congé sans solde depuis 2001. 

## Parcours politique

### Parlementaire basque (2001-2011)
Lors des élections au Parlement basque de 2001, elle est élue parlementaire sur la liste du Gipuzkoa. Pendant trois législatures, jusqu'en 2011, elle siège en tant que parlementaire du groupe Nationalistes basques. Elle a été parlementaire du groupe Eusko Alkartasuna de 2005 à 2006.  Elle a été coordinatrice du groupe PNV et porte-parole du parti en matière de politiques sociales. 

### VIIelégislature(2001-2005)
Elle accède au Parlement basque comme suppléante d’Idoia Zenarrutzabeitia. Pendant sa première législature, elle est membre des commissions suivantes : Commission Industrie, Commerce et Tourisme, et Commission Contrôle parlementaire de l'EiTB (en lieu et place de Bakartxo Tejeria dans les deux cas) ; Commission Aménagement du territoire, Transports et Environnement, et Commission Travail et Affaires sociales (en tant que suppléante de Gema González de Txabarri dans les deux cas). 
Tout au long de la législature, elle a aussi été membre de la Commission Éducation et Culture et de la Commission Droits de l'homme et Requêtes des citoyens. Elle est ensuite remplacée par Nerea Antia et Gema González de Txabarri, respectivement. 

### VIIIelégislature(2005-2009)
Au début de la huitième législature, elle est parlementaire du groupe Eusko Alkartasuna, puis revient au groupe du PNV en 2006. Durant ladite législature, elle reste membre de la Commission Industrie, Commerce et Tourisme, ainsi que de la Commission Aménagement du territoire, Transports et Environnement. Elle a également siégé à la Commission santé, en remplacement de Xabier Agirre. Elle reste membre de la Commission Travail et Affaires sociales, dont elle est ensuite nommée vice-présidente. À ce poste, elle joue un rôle majeur dans la Loi sur le soutien familial de 2008 et la Loi sur les services sociaux de la même année. 
Toujours pendant cette VIIIe législature, elle intègre la Commission d'enquête sur les irrégularités détectées au musée Balenciaga. 

### IXelégislature(2009-2011)
Durant la IXe législature, elle est membre de la Commission Politiques sociales, Travail et Égalité ; de la Commission Santé et Consommation, ainsi que de la Commission sur les incompatibilités. En juin 2011, elle quitte le parlement après avoir été élue juntera (membre de las Juntas) des Assemblées Générales du Gipuzkoa. Elle est remplacée par Kerman Orbegozo. 

### Junteradu Guipuscoa (2011-2019)
Lors des élections législatives de 2011, elle se présente sur la liste du PNV pour la circonscription de Bidassoa-Oiartzun, et est élue juntera. Elle assure cette fonction jusqu'en 2019 — sur deux législatures — puis, entre 2015 et 2019, elle est présidente de ces mêmes Assemblées générales. 

### Vice-présidente de las Juntas Generales (2011-2015)
Lors de la législature 2011-2015, elle est nommée première vice-présidente de la Table des Assemblées générales. Pendant cette même législature, elle est vice-présidente de la Commission Requêtes et Relations avec les citoyens, de la Commission Avenir, de la Commission Institutions, Gouvernement et Réglementation, ainsi que de la Commission d'étude sur les bébés volés et les adoptions irrégulières. Elle a été porte-parole de la Commission Politique sociale. 
Elle a fait partie de plusieurs commissions : Commission Environnement et Aménagement du Territoire ; Commission Mobilité et Infrastructures Routières ; Commission Suivi de l'Evaluation de l'Impact du Genre dans le Budget des Assemblées Générales du Gipuzkoa pour l'année 2012 ; Groupe de rapporteurs sur la paix ; Commission Trésor et Finances ; Groupe de rapporteurs de la Commission Institutions, Gouvernement et Réglementation ; Commission d'enquête sur le procès intenté par la Députation Forale de Gipuzkoa devant le Tribunal d'Azpeitia ; et Commission Développement territorial.  
Elle a également été chargée de la coordination du groupe PNV et porte-parole du parti pour les questions afférentes aux politiques sociales. 

### Présidente des Assemblées générales (2015-2019)
Lors des élections forales de 2015, le PNV remporte la Députation du Gipuzkoa et Mendoza est investie présidente des Assemblées générales. Au cours de ladite législature, elle préside également la Commission Requêtes et Relations avec les citoyens, la Commission Institutions, Gouvernement et Réglementation et le Rapport portant modification au Règlement des assemblées générales.  

### Députation forale du Guipuscoa (depuis 2019)
Lors des élections forales de 2019, elle est présentée par le PNV comme candidate au renouvellement de la présidence des Assemblées générales et est réélue juntera – membre des Juntas Generales -. Or, elle intègre le gouvernement foral et est remplacée par Elixabete Murua aux Assemblées générales. Depuis 2019, elle est porte-parole de la Députation forale et chargée de la Gouvernance. En novembre 2020, le président de la Députation forale Markel Olano restructure son gouvernement et nomme Mendoza première adjointe-vice-présidente.  
Cette législature étant la dernière pour Olano, sa nomination assoit le rôle de Mendoza au sein du gouvernement foral. Certains médias suggèrent même qu'elle pourrait être amenée à lui succéder. À l'automne 2022, lorsque le processus interne de désignation des candidatures aux élections de mai est mis en place au sein du PNV, le nom de Mendoza est de plus en plus présent dans les médias. Le 25 octobre, il est révélé que le nom de Mendoza serait proposé par le Gipuzkoa Buru Batzar aux militants du parti, comme candidate au poste de Conseiller général - présidente de la Députation forale - du Gipuzkoa.  Le 2 décembre 2022, les membres du parti approuvent à l'unanimité sa candidature. Ainsi donc, elle devient la première femme présentée à ce poste par le PNV.

## Vie privée
Eider Mendoza vit à Hondarribia. Son mari est originaire de Saint Jean de Luz ; ils se sont rencontrés à l'université et se sont mariés à l'été 1999. Le couple a une fille et trois fils.  Elle est également membre de Hirukide, la Fédération des Associations de Familles Nombreuses d'Euskadi.

## Élections
| Différentes élections disputées par Eider Mendoza |             |                           |                   |                      |          |
| Élections | Candidature | District                  | Fonction          | Résultat             |          |
| Élections au Parlement basque de 1998 |             | Parti nationaliste basque | Gipuzkoa          | Troisième suppléante | Non élue |
| Élections municipales de 1999 |             | PNV                       | Hondarribia       | 15e (sur 17)         | Non élue |
| Élections au Parlement basque de 2001 |             | EAJ-EA                    | Gipuzkoa          | 16e (sur 25)         | Non élue |
| Élections municipales de 2003 |             | EAJ-EA                    | Hondarribia       | Première suppléante  | Non élue |
| Élections au Parlement basque de 2005 |             | EAJ-EA                    | Gipuzkoa          | 10e (sur 25)         | Élue     |
| Élections au Parlement basque de 2009 |             | PNV                       | Gipuzkoa          | 5e (sur 25)          | Élue     |
| Élections forales du Gipuzkoa de 2011 |             | PNV                       | Bidassoa-Oiartzun | 1re (sur 25)         | Élue     |
| Élections forales du Gipuzkoa de 2015 |             | PNV                       | Bidassoa-Oiartzun | 1re (sur 25)         | Élue     |
| Élections forales du Gipuzkoa de 2019 |             | PNV                       | Bidassoa-Oiartzun | 1re (sur 25)         | Élue     |
| Élections forales du Gipuzkoa de 2023 |             | PNV                       | Bidassoa-Oiartzun | 1re (sur 25)         | —        |
| - a) Elle est nommée parlementaire basque en octobre 2001, en remplacement d’Idoia Zenarrutzabeitia. - b) En juin 2011, elle quitte le parlement basque après avoir été élue juntera aux Assemblées Générales du Gipuzkoa. - c) En juillet 2019, elle quitte ses fonctions de juntera, après avoir été élue pour intégrer le gouvernement foral de la province. |             |                           |                   |                      |          |